# Charles Greeley Abbot
Charles Greeley Abbot (31. květen 1872 Wilton, New Hampshire – 17. prosinec 1973, Riverdale, Maryland) byl americký astrofyzik. V letech 1906–1944 pracoval jako ředitel washingtonské observatoře (Smithsonian Astrophysical Observatory) a v letech 1928–1944 vedl Smithsonův institut. Jako první změřil sluneční konstantu. Přístroji vlastní konstrukce zkoumal infračervenou část slunečního spektra. Jedním z jeho významných děl je spis o Slunci The Sun (1907).

## Ocenění
Od roku 1914 byl členem American Philosophical Society. V roce 1915 byl zvolen členem Národní akademie věd a v roce 1921 členem Americké akademie umění a věd.
V roce 1973 byl jeho jménem pojmenován kráter Abbot na Měsíci.